# Micro-région de Nyíregyháza
La micro-région de Nyíregyháza (en hongrois : nyíregyházai kistérség) est une micro-région statistique hongroise rassemblant plusieurs localités autour de Nyíregyháza.